# Neochera basilissa
Neochera basilissa là một loài bướm đêm trong họ Erebidae.